# Los otros dioses
Los otros dioses (en inglés The Other Gods) es un cuento corto escrito por el autor estadounidense de horror H. P. Lovecraft en 1921 y publicado en The Fantasy Fan en 1933. Este relata la fatídica historia de un orgulloso sabio que decide escalar una montaña aterradora para ver la cara de los dioses de la Tierra.

## Argumento
Este cuento corto ocurre en un tiempo incierto durante el pasado en una región ubicada cerca de las montañas donde antes residían los “dioses de la Tierra”. Un sabio, que dice ser el que más sabe de las intenciones, deseos, y naturalezas de los dioses, decide, por hybris, que quiere ver sus caras, lo cual lo hace sentirse superior a estos dioses. Esto lo lleva a escalar la montaña Hatheg-Kla junto a su discípulo Athal, que mantiene el mismo temor a la montaña y a los dioses que el resto de su pueblo de Ulthar. Al llegar, Barzai se adelanta y ve a los dioses de la Tierra. Empieza a jactarse y a declararse más poderoso que los “débiles dioses de la Tierra”, pero los otros dioses, que protegen a los “dioses de la Tierra”, lo aterran: “-¡Los otros dioses! ¡Los otros dioses! Los dioses de los infiernos exteriores que guardan a los débiles dioses de la tierra!... ¡Aparta la vista! ¡Retrocede!... ¡No mires! ¡La venganza del abismo infinito... Ese maldito, ese pozo terrible... dioses misericordiosos de la tierra, me caigo al cielo!”. Atal, al escuchar esto, huye, y nunca se vuelve a saber de Barzai. Donde estaba, ahora hay un “símbolo curioso y ciclópeo de cincuenta codos de ancho grabado en la piedra desnuda, como si la roca hubiera sido hendida por algún cincel titánico”.

## Contexto
Este cuento se puede vincular con Los gatos de Ulthar (1920) y a La búsqueda en sueños de la ignota Kadath (1927) ya que las ubicaciones Ulthar y Kadath son mencionadas en el relato, además de que Atal es mencionado en los tres cuentos. También existe una relación con Polaris (1920) por medio de los Manuscritos Pnakóticos, que fueron introducidos en esa historia.

## Personajes
- Los hombres de las planicies: son aquellos que, por persistir en escalar las montañas que antes habitaban los dioses, hicieron que los mismos buscaran irse cada vez más alto, hasta irse de esas montañas, hacia la “desconocida Kadath del desierto frío”.

- Los dioses de la Tierra: ellos residían en varias montañas en la tierra, hasta que, escapando de los hombres, decidieron irse a la “desconocida Kadath”. Ellos regresan con cierta frecuencia a sus antiguos hogares, causando lluvia y temor en los pueblos vecinos.
- Barzai: un sabio anciano, hijo de un noble, que se veía a sí mismo como un semidiós gracias a su conocimiento de los dioses. Había leído los Siete libros crípticos de Hsan, y los Manuscrítos Pnakóticos de Lomar. Él decide escalar Hatheg-Kla la noche de un extraño eclipse, junto con Atal, su antiguo pupilo. Era muy respetado por su conocimiento de los dioses, y sus consejos eran ampliamente aceptados como correctos.
- Atal: discípulo de Barzai. Aparece en otros cuentos cortos de Lovecraft: “Los gatos de Ulthar” y “La búsqueda en sueños de la ignota Kadath”.
- Sansu: La última persona en haber escalado Hatheg-Kla. Al no haber escalado este monte en las condiciones correctas, “no halló sino hielo y mudas piedras al ascender el Hatheg-Kla en la juventud del mundo” según los Manuscritos Pnakóticos, aunque puede que esto haya sido escrito sólo para evitar que otras personas subieran a esta montaña.
- Los otros dioses: son dioses más aterradores y terribles que los dioses de la Tierra, y sirven para proteger a los dioses de la Tierra.
- Los campesinos: a pesar de tenerle un justificado temor a Hatheg-Kla, y haberle pedido a Barzai que no lo tratara de escalar, al notar que no regresaba, le fueron a buscar a Hatheg-Kla.

## Ubicaciones
Como es típico en las obras de Lovecraft, varias de las ubicaciones sirven como referencias a otras historias dentro del mismo universo. 
- Ngranek: la única montaña entre las que habitaban antes los dioses de la tierra en la que estos dejaron un indicio de haber pasado por ahí. Esta tiene una imagen esculpida en su cara.
- Kadath: “la desconocida Kadath de desiertos fríos donde ningún hombre camina”[2] es la morada actual de los dioses de la Tierra. El concepto detrás de este lugar se desarrolla más en la novela La búsqueda en sueños de la ignota Kadath, donde se explica dónde se ubica.
- Thurai y Lerion: unas de las montañas en las que antes residían los dioses; a veces los dioses las visitan, tratan de jugar y bailar en ellas como lo hacían antes y lloran porque la extrañan. En Thurai, con su cumbre nevada, los hombres han sentido las lágrimas de los dioses y han pensado que es lluvia. En Lerion los hombres han escuchado los suspiros de los dioses en los vientos que lo recorren.
- Lomar: el lugar de donde provienen los Manuscritos Pnakóticos; también se menciona en “Polaris”.
- Hatheg-Kla: Toma su nombre del poblado de Hatheg, atrás del cual se encuentra a la distancia. Tras la desaparición de Barzai, esta montaña tiene extraños símbolos. Este es una de las montañas que visitan los dioses en sus naves de nubes, porque añoran sus antiguos hogares. Al saberse seguros y protegidos por los “otros dioses”, ellos siguen visitándolo y bailando en él entre las nieblas las noches de eclipse.
- Hatheg: De este pueblo parten Barzai y Atal para subir Hatheg-Kla.
- Ulthar: De este provienen Barzai y Atal. Se describe como “más allá del río Skai”.[2] Aparece también en el cuento corto “Los gatos de Ulthar”.
- Nir: Un poblado cerca de Ulthar y de Hatheg; siempre se menciona junto con estos dos poblados. Los tres poblados existen continuamente aterrados de los extraños sucesos en las montañas a su alrededor, hasta el día de hoy, según el cuento.